# Grand Prix de Tennis de Toulouse 1993
Il Grand Prix de Tennis de Toulouse 1993  è stato un torneo di tennis giocato sul cemento. È stata la 12ª edizione del Grand Prix de Tennis de Toulouse, che fa parte della categoria World Series nell'ambito dell'ATP Tour 1993. Il torneo si è giocato a Tolosa in Francia, dall'11 al 17 ottobre 1993.

## Campioni

### Singolare maschile
Arnaud Boetsch ha battuto in finale  Cédric Pioline con il punteggio di 7–6(5), 7–5

### Doppio maschile
Byron Black /  Jonathan Stark hanno battuto in finale  David Prinosil /  Udo Riglewski con il punteggio di 7–5, 7–6